# NGC 3129
NGC 3129 je dvojna zvijezda u zviježđu Lavu. 

## Vanjske poveznice
- SEDS: NGC 3129